# Liste der Naturdenkmale in Hirz-Maulsbach
Die Liste der Naturdenkmale in Hirz-Maulsbach nennt die im Gemeindegebiet von Hirz-Maulsbach ausgewiesenen Naturdenkmale (Stand 15. Februar 2024).

## Naturdenkmale
| Nr.         | Bezeichnung   | Lage                                                         | Beschreibung | Bild                                    |
| ----------- | ------------- | ------------------------------------------------------------ | --- | --------------------------------------- |
| ND-7132-375 | Hülse         | Maulsbach, nördlich des Ortes; Distrikt Im Kramerstück Lage  | flächenhaftes Naturdenkmal in zwei Teilflächen, insgesamt 24 ha; Ilex-aquifolium-Vorkommen; auch in Kircheib | Direkt Bild zu diesem Denkmal hochladen |
| ND-7132-444 | Friedenseiche | Hirzbach, südlich des Ortes; Flur Oben im rauhen Wetter Lage | Quercus robur, um 1940 gekeimt, Stammumfang 2,65 m, Höhe ca. 18 m, Kronendurchmesser ca. 16 m; wurde „während des Zweiten Weltkriegs auf Initiative eines französischen Zwangsarbeiters zum Symbol für den Frieden und die Versöhnung zwischen Deutschen und Franzosen erklärt“ | Direkt Bild zu diesem Denkmal hochladen |